# Komáromi erődrendszer

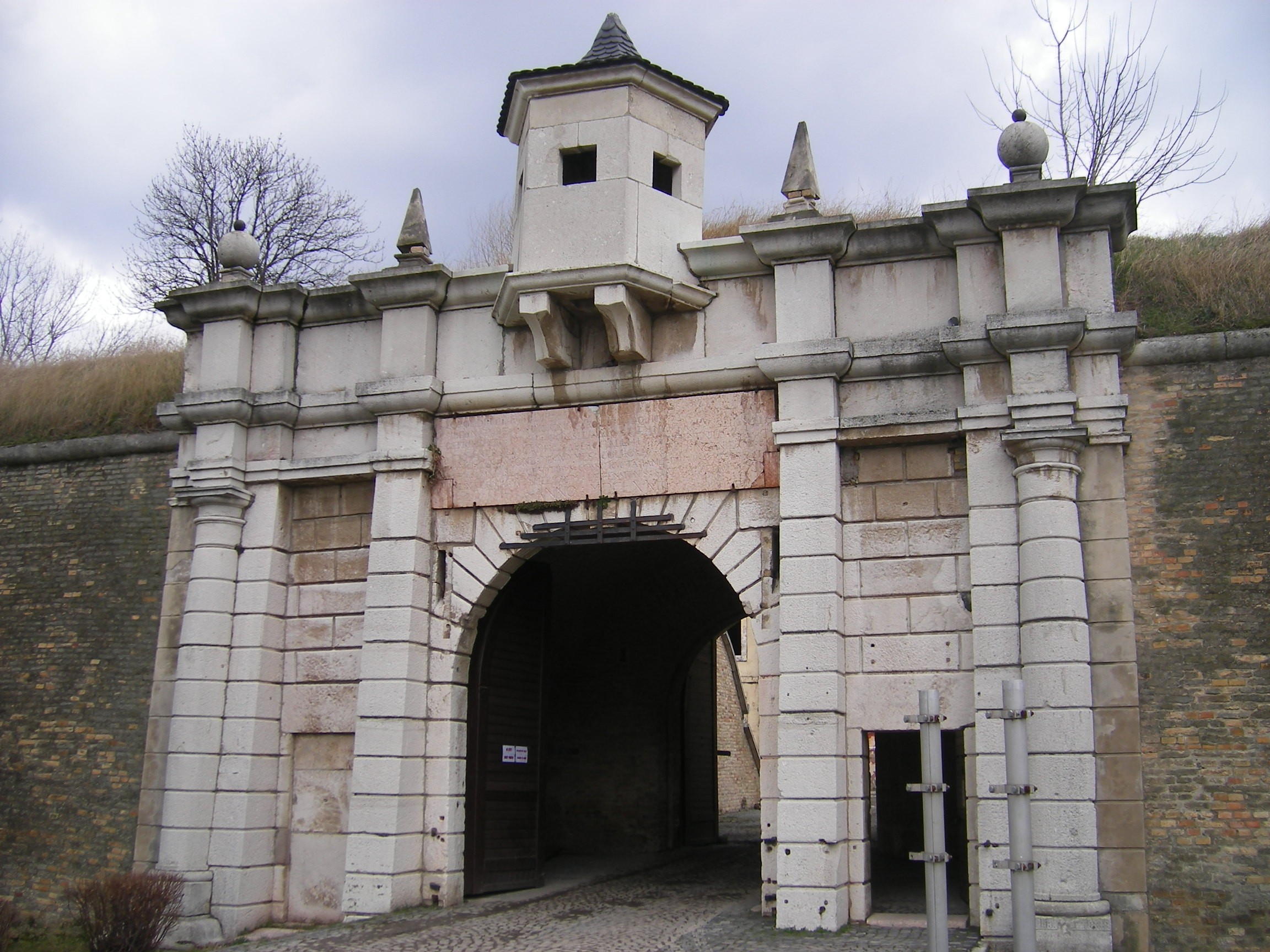
Az Újvár kapuja a 17. század második feléből – Komárom (Szlovákia)

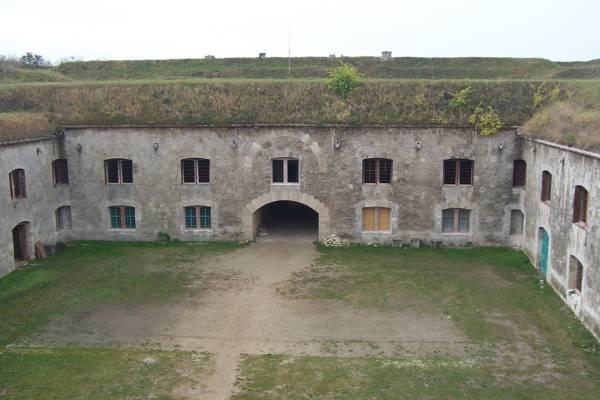
A monostori erőd udvara – Komárom (Magyarország)

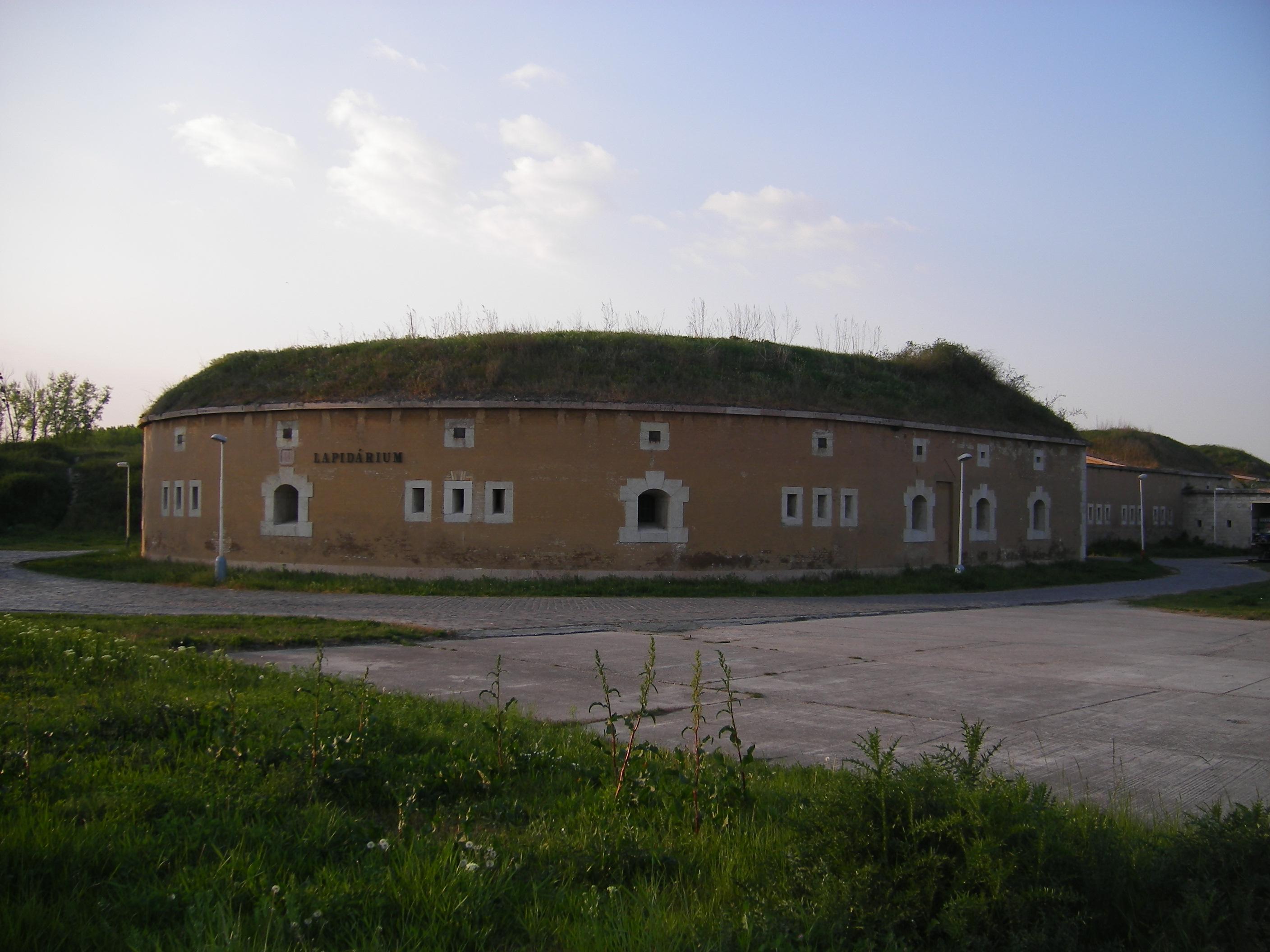
A Nádor-vonal 6. bástyája – ma múzeum, Komárom (Szlovákia)

A komáromi erődrendszer (szlovákul: Komárňanský pevnostný systém) részei egyrészt a történelmi Komárom két vára Szlovákiában, másrészt az ahhoz kapcsolódó erődök a Duna jobb oldalán, a mai magyarországi Komárom területén. A bal parton lévő erődrendszer felújításáért 1994-ben Europa Nostra-díjat kaptak.
A történelmi Komárom helyén már a Római Birodalom idején, a Pannonia provinciához tartozó Brigetio városban stratégiai fontosságú erődítmény állt.
A Duna bal partján (ma Komárom, Szlovákia), a Duna és Vág folyók közötti keskeny félszigetet a honfoglaló magyarok is védelmi célokra kiválóan alkalmas helyszínnek találták. Itt épült fel a középkori komáromi vár, majd az Öregvár, a török elleni küzdelmek fontos helyszíne. Az Öregvár nyugati bővítményét, elővédművét alkotta az 1664 után létesített Újvár, a császári csapatok jelentős támaszpontja, Bécs előretolt bástyája. Az 1848–49-es szabadságharc kiemelkedő eseménye volt az Óvár és Újvár hősies védelme és a három komáromi csata. Ezt követően a Duna két partján a Habsburg Birodalom legerősebb katonai erődrendszere épült ki, amely 200 000 fős hadsereg befogadására is alkalmas volt. A balparti várakkal szemben, Szőny mellett (ma Komárom, Magyarország) felépült a Csillagerőd, a Monostori erőd és az Igmándi erőd. Az így kialakult hatalmas erődrendszer a 20. századra azonban elvesztette stratégiai jelentőségét. 1945–1991 között a magyarországi oldalon a monostori erőd szovjet fegyverraktárként, a csehszlovákiai oldal várai pedig szovjet laktanyaként szolgáltak. A rendszerváltás óta a magyar oldalon múzeum nyílt az erődrendszer részeiben.

## Az erődrendszer története

### Ókori erődök
Régészeti feltárások bizonysága szerint Szőny területén kelta település volt, jelentős kereskedelmi forgalommal. A Római Birodalom határa, a „limes romanus” mentén kiépülő Brigetio a provincia egyik legjelentősebb települése volt az 1-4. században. Neve is kelta eredetű – várat, erődöt jelent. A telep védelmét először földvár biztosította, melyet a 2. században hatalmas kőfallal körülvett erődítés váltott fel. 4000-6000 fős légió védett Brigetióval szemben a Duna bal partjának megerősítése is szükségessé vált, elsődlegesen a Vág-menti kereskedelmi vonal biztosítására és az északi irányból várható kvád támadások megállítására. Kezdetben itt is elsőként földerődöt, majd a későbbiek folyamán kőfallal körülvett tábort építettek, melyet a Brigetióban állomásozó légió egyik cohorsa (egy zászlóalja, kb. 480 fő) védett. Egy régészeti lelet szerint a Vág-parti erődítményt Celementiának nevezték.

### A középkori komáromi földvár
A 6. században avar törzsek foglalták el a volt római települést, majd a honfoglaló magyarok vették birtokba a 10. század elején. Árpád nagyfejedelem Komárom térségét a gróf Cseszneky család ősének, Ketel nemzetségfőnek adta, akinek fia, Alaptolma erős földvárat épített a Vág dunai torkolatánál.
A komáromi földvár később az István király által alapított Komárom vármegye székhelye lett. A várat hol a király, hol egyes főurak birtokolták. A tatárjárás után IV. Béla király uralkodása idején, 1265-ben a földvárat kővár váltotta fel. A 15. században, Mátyás király alatt Komárom fénykorát élte. Kereskedelmi, gazdasági és katonai központtá fejlődött.

### Az Öregvár és Újvár építése

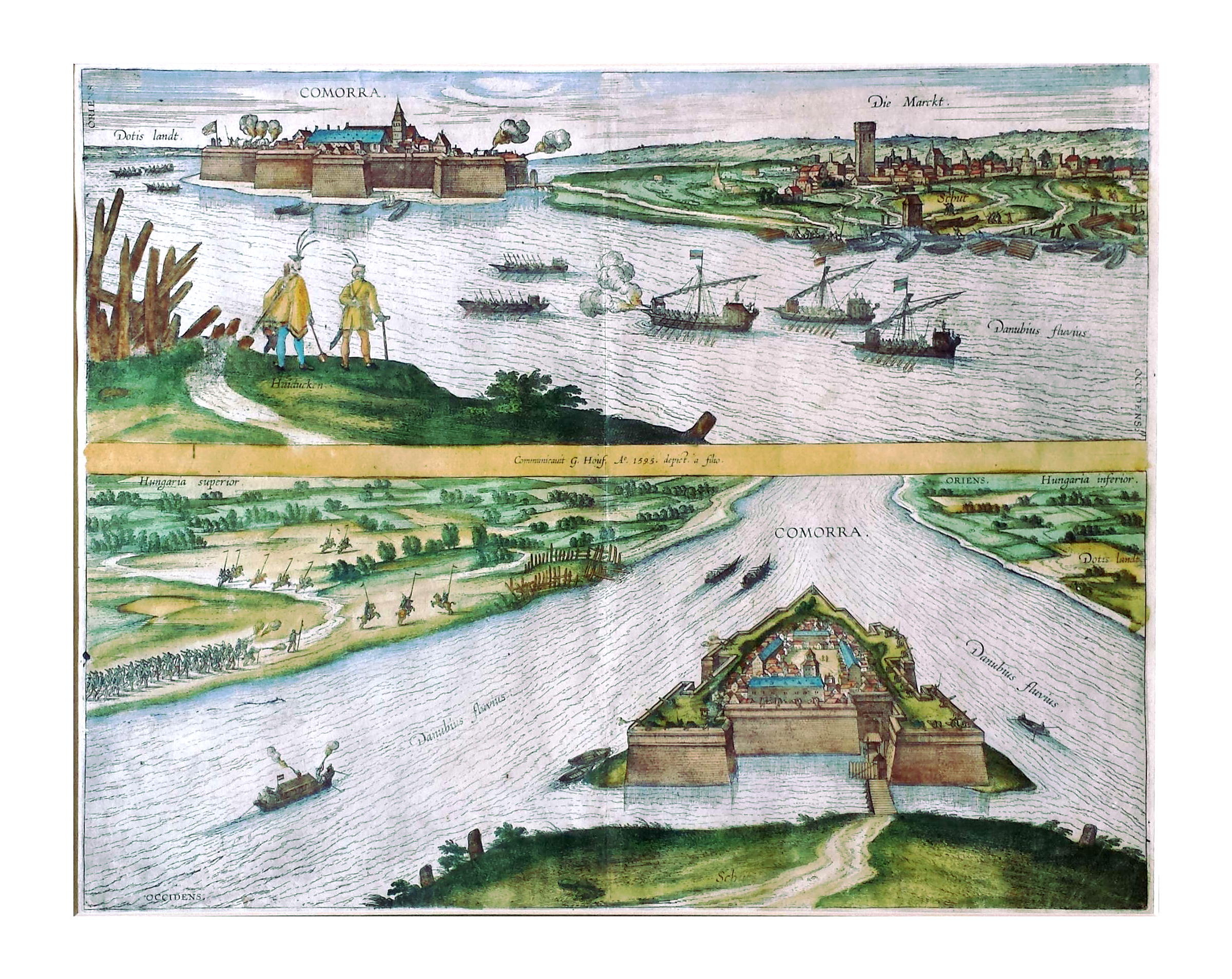
Az Öregvár egy 16. századi metszeten, az erődítés tervét 1550 körül az olasz hadmérnök Pietro Ferrabosco készítette el

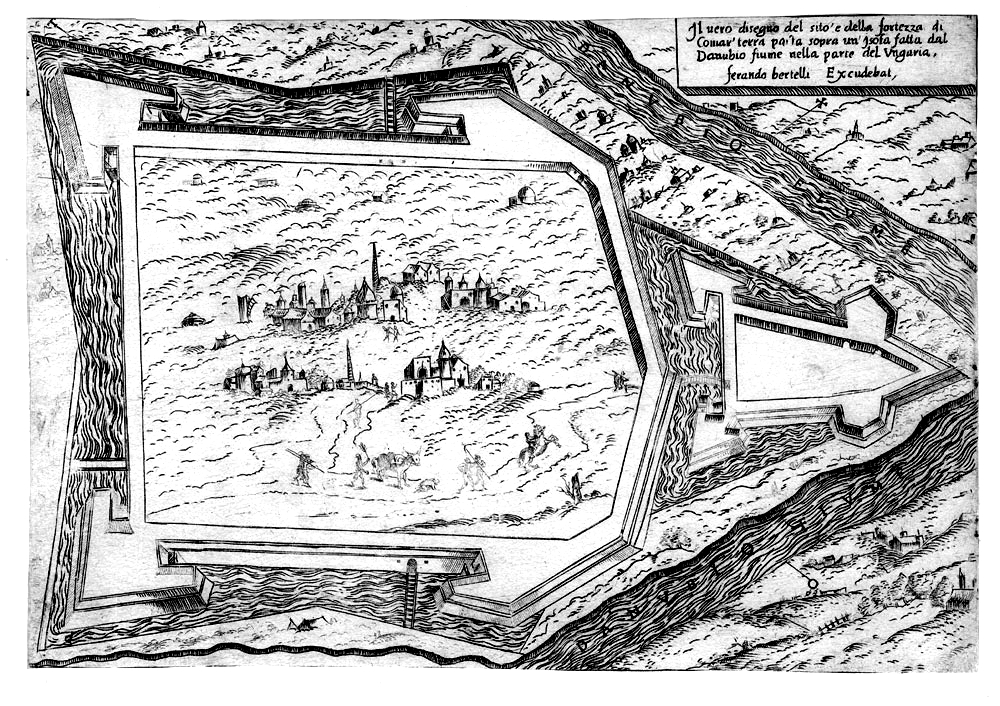
Komárom vára. Paolo Forlani metszete, Paolo Veronese Furlani "Il primo libro delle città" (Venezia, 1567) című művében jelent meg

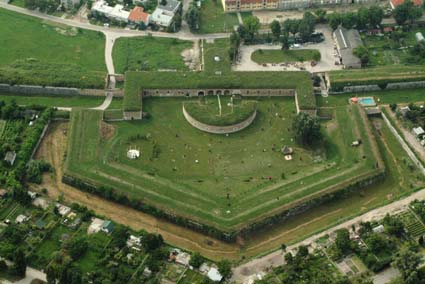
A Nádor-vonal V. bástyája légi felvételről

A mohácsi csatavesztés után a komáromi vár a Habsburgok birtoka lett. Az Oszmán Birodalom terjeszkedése során 1541-ben Buda török kézre került, ezért I. Ferdinánd Bécs védelme érdekében elrendelte Komárom várának megerősítését.
Az Öregvár tervét 1550 körül az olasz hadmérnök Pietro Ferrabosco készítette el. A felépült vár komoly erősségnek számított a törökök elleni végvárrendszerben. 1585-ben a Vág torkolatánál és a Duna túlsó partján az átkelés biztosítására egy-egy cölöphídfőerődöt építettek.
Az Öregvár igazi próbatétele az 1594-es török ostrom volt, amikor Szinán nagyvezér százezer fős seregével Tata, majd Győr elfoglalása után Komárom ellen fordult. A vár védői hősies ellenállásának köszönhetően nem került török kézre. 1663-ban a bécsi udvar újabb erődítések megkezdését rendelte el, ennek során az Öregvár nyugati-város felőli részét koronaművel, az ötszögű Újvárral erődítették.
Az 1673-ban elkészült Újvár a legkorszerűbb olasz és francia erődítési elvek figyelembevételével épült fel. Az Újvár megépítésével párhuzamosan újjáépítették és megerősítették a Vág torkolatánál és a Duna jobb partján (a mai magyarországi oldalon) lévő Szent Péter palánkot, azaz a korábban épített hídfőerődöket is.
Az 1682. évi nagy árvíz jelentős károkat okozott az erődítményekben. A törökök kiűzését követően Komárom katonai jelentőségét ideiglenesen elvesztette, megszűnt végvár lenni, s ennek következtében kevesebbet áldoztak a két vár fenntartására is. A II. Rákóczi Ferenc vezette kuruc szabadságharc után a Habsburgok tervbe vették a felszámolásukat. A bajt tovább tetézte az 1763-as és az 1783-as földrengés, amely hatalmas károkat okozott nem csak a városban, hanem a várakban is.

### Az erődrendszer tervezése
A komáromi vár helyzetében jelentős változást csak a 19. század eleji napóleoni háborúk hoztak. Napóleon sikeres hadjáratai során a császárvárost – Bécset – is elfoglalták 1809-ben. I. Ferenc császár udvartartásával Komáromban talált menedéket, melyet előzőleg nagy sietve megerősítettek. A császár itt döntötte el, hogy Komáromot a Birodalom legerősebb katonai erődrendszerévé kell kiépíteni, alkalmassá kell tenni egy 200 000 fős véderő befogadására.
Az erődrendszer ilyen irányú megépítését Johann Gabriel von Chasteler táborszernagy vezette hadmérnöki gárda tervei alapján kezdték meg.
Az 1827 és 1839 között folytatott építkezések során korszerűsítették az Öreg- és Újvárat, megkezdték a várost nyugatról védő Nádor-vonal és a keleti irányból védő Vág-vonal kiépítését. Az Ó- és Újvár helyrehozatala mellett a terv tartalmazta a Duna jobb partjának erődítési elképzeléseit is. A már meglévő jobbparti hídfőerőd a Szent Péter palánk (a későbbi Csillagerőd) mellé két másik fa-föld szerkezetű erődöt is terveztek. Egyet a koppánymonostori Homokhegyen, egyet pedig a Nagyigmánd felé vezető út mellett, Komárom déli kijáratához. Az építés folyamatát az 1848–49-es forradalom és szabadságharc eseményei szakították meg.

### Komárom ostroma a szabadságharcban

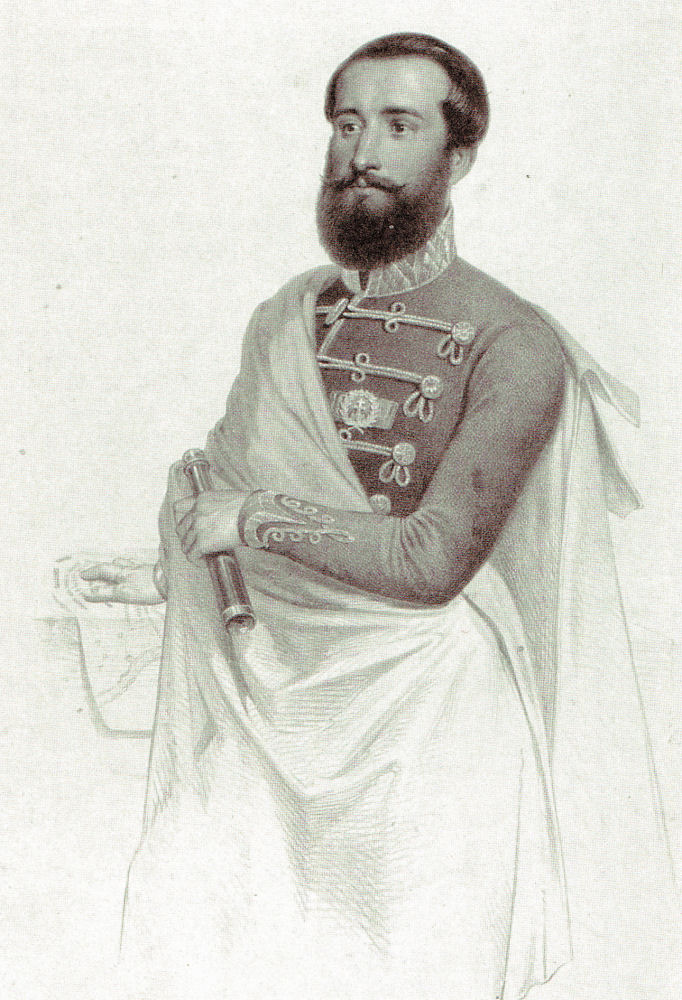
Klapka György tábornok

A vár magyar kézre kerülésével, annak első parancsnoka Majtényi István alezredes azonnal hozzálátott a vár megerősítéséhez és a város védelmének megszervezéséhez. Majtényit Török Ignác mérnökkari alezredes váltotta, aki a 12 000-es védősereggel hősiesen ellenállt a várat ostromló osztrák túlerőnek. A több mint egy hónapig tartó ostromnak 1849 márciusában és áprilisában a magyar honvédsereg sikeres áprilisi hadjárata vetett véget. A Guyon Richárd tábornok vezette felmentő csapat Győr irányába űzte el az osztrák főerőket.
A vár új parancsnokának az energikus Klapka György tábornokot nevezték ki. Klapka május 28-án parancsba adta egy kazamatákkal ellátott új erőd építését az osztrákok által már korábban kiszemelt helyen, a Homokhegyen. Az építkezés során az eredetileg négy saroktornyos, 1000 katona befogadására alkalmas Homokhegyi-erődnek csupán az Ács település fele néző tornya készült el. Ha a tervek megvalósításához elegendő idő lett volna, úgy a sáncban elhelyezett lövegek tüzükkel lezárhatták volna a Bécs felé vezető utat, tűz alatt tarthatták volna a Nádor-vonal előterét és megközelíthetetlenné tették volna a Dunát.
A bécsi út lezárása érdekében Klapka megkezdte az osztrákok által is tervezett két védmű, a Monostori erőd és az Igmándi sánc építését is, természetesen csak rohammunkával, fából és földből sietősen megalkotva. A nagy erőkkel folytatott erődítési munkálatokat az egyre gyakoribbá vált osztrák ágyúzások miatt azonban meg kellett szakítani.
Komárom térségében júliusban kétszer is megütközött a magyar és az osztrák fősereg, győzelmet aratva, de döntő siker nélkül. (Lásd: Komáromi csaták.) A magyar csapatok ezután a Tisza partjáig vonultak vissza, onnan próbálva megállítani a támadókat.
A Klapka vezette védősereg így magára maradva készült fel a város és az erőd védelmére. Összesen 18 200 fővel és több mint 300 ágyúval rendelkeztek. Az osztrákok kezdetben kisebb erőkkel (12 000 fő és 75 ágyú) megfigyelő és blokkírozó tevékenységet folytattak az erősítés megérkezéséig. Klapka tábornok felmérve a kínálkozó lehetőséget, több sikeres kitörést hajtott végre, melynek során Pozsonyig, illetve Győrig tört előre, jelentős zsákmánnyal visszatérve.
Az egyesített osztrák és orosz csapatok döntő vereséget mértek a magyar főseregre és az augusztus 13-i világosi fegyverletételt követően jelentős erőkkel Komárom ellen indultak. A körülzárt Komárom egy hónapig még ellenállt a túlerőnek, de végül is 1849. szeptember 27-én Klapka György aláírta a vár átadását és a védők szabad elvonulását biztosító megállapodást.

### A jobbparti erődök felépítése
A szabadságharc leverése után a megszálló osztrák hadsereg – a korábbi terveknek megfelelően – újból hozzákezdett a folyó két oldalán fekvő védőművek egyetlen hatalmas erődrendszerré alakításához. Ehhez felhasználták az ostrom során szerzett tapasztalatokat is. A vár körülzárása egyértelműen bizonyította, hogy szükség van a Duna jobb partján olyan védőművekre, amelyek meg tudják akadályozni, hogy az ellenség tüzérsége tűz alá tudja venni a bal parti erődöket, és amelyek folyamatosan biztosítani tudják a két part közötti összeköttetést.
Az 1850-ben elkezdődött építési munkálatok a komáromi erődrendszer egészére kiterjedtek. A rendszer részeit alkották a Duna bal partján a várost kerítő Nádor-vonal erődláncolata, az Új- és Óvár, a Vág folyón túli övezet, valamint a jobb parton a Monostori erőd, a Csillagerőd és az Igmándi erőd. A nagyarányú építkezés első, legnagyobb üteme 1871-ben befejeződött, a Monostori Erőd elkészültével. Ezt követően 1871-77 között megépült az Igmándi Erőd, ezzel az erődrendszer teljessé vált.

### Az erődrendszer a Monarchia idején
Az már a történelem fintora, hogy mire hatalmas költségek árán elkészült az Osztrák–Magyar Monarchia legnagyobb erődvárosa, a stratégák számára elsőrendű feladat a cári Oroszország felőli határrész megerődítése lett. Így a komáromi erődrendszer nem válhatott utolsó védőbástyává. Az erődrendszer létjogosultsága az elkövetkező években megkérdőjeleződött. A 19. század végére felgyorsult a haditechnika – ezen belül a tüzérségi eszközök – fejlődése, mely megkövetelte volna az erődrendszer védőképességének felülvizsgálatát és a megváltozott körülményekhez igazodó átépítését. Erre azonban nem került sor.
A Duna jobb partján épült hatalmas Monostori erőd azonban így is hosszú időn át szolgálta a magyar katonagenerációk képzését.

### Trianontól máig
1919-ben bal parti erődjeit a csehszlovák hadsereg szállta meg, míg jobb partja továbbra is a magyar államé maradt.
A második világháborút lezáró párizsi békeszerződés ismét két részre szakította Komáromot. Ezután ez a párját ritkító katonai műemlékegyüttes szinte eltűnt a térképről és a köztudatból.
1945 után a magyarországi oldalon a Monostori erődben a szovjet déli hadseregcsoport helyezte el hatalmas fegyverraktárait. A Csillagerődben a Csehszlovákiából áttelepített magyar családoknak alakítottak ki szükséglakásokat, majd 1970-től zöldségraktárként funkcionált. Az északi parton levő Öreg- és Újvár területét a Prágai tavasz leverése során 1968-ban a szovjet hadsereg katonái foglalták el.
Csak a szovjet hadsereg 1991-es kivonulása után kerülhettek az építmények ismét állami kezelésbe. A Monostori erőd, a korábbi „rejtőzködő műemlék” az 1992–1995 közötti veszélyesanyag-mentesítést követően nyitotta meg kapuit a nagyközönség előtt, s ma már a katonai hagyományőrzés legjelentősebb magyarországi központja. A Csillagerődben csak 2004-ben számolták fel a zöldségraktárat és ekkor került a Monostori Erőd Hadikultúra Központ Kht. kezelésébe.
Az Öregvár 1989-ben előbb a csehszlovák, majd szlovák hadsereg kezelésébe került át, míg a Nádor- és Vág-vonal erődítéseiben mezőgazdasági vagy magánvállalatok raktárai és gyártóegységei működnek. A szlovák hadsereg a vár egyes részeit 2000 októberéig használta, majd az egész komplexumot Észak-Komárom városa vásárolta meg. A VI-os bástyában a Duna Menti Múzeum lapidáriuma működik.

## Az erődrendszer bal parti része

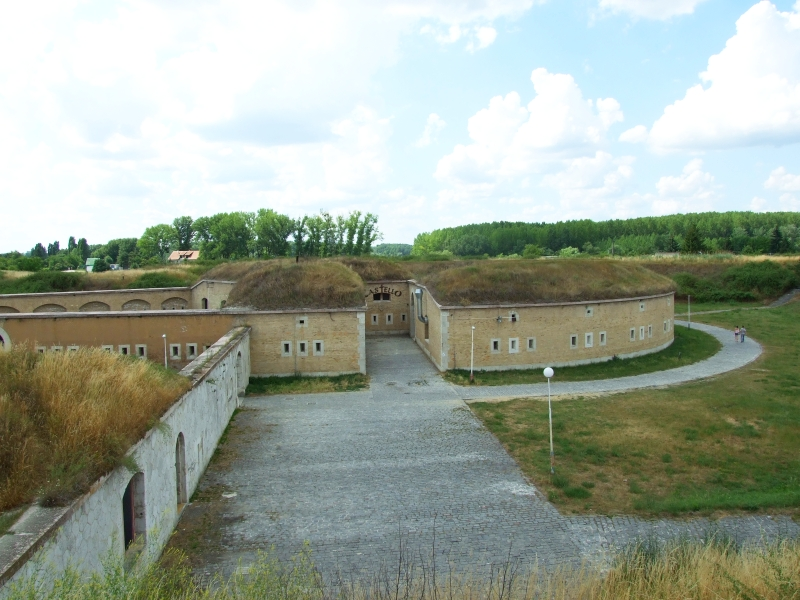
A Nádor-vonal 6. bástyája – Komárom (Szlovákia)

A komáromi erődrendszernek a Duna bal partján található része az Öreg- és Új-Várból, a Vág- és Nádor Vonalból, valamint a Vág túlpartján lévő, sáncaiban megmaradt Vág-Hídfőből áll. Az Újvár nyugati bástyáján latin nyelvű felirat („Nec arte, nec marte”) emlékeztet arra, hogy az erődöt ellenség sem csellel, sem erővel soha nem tudta bevenni. Ugyancsak ezt jelképezi az őrtornyon elhelyezett „kőszűz”, azaz egy szimbolikus női alak is.

## Az erődrendszer a jobb parton
A Dunától délre levő sáncrendszer (erődök) részei: a Csillagerőd, az Igmándi erőd és a Monostori erőd. Jelenleg a Monostori erődben láthatóak a régmúlt idők eseményeit felidéző kiállítások, a Csillagerődben raktárak találhatók, az Igmándi erődben pedig a római korból feltárt kőfaragványokat tekinthetjük meg.

### Monostori erőd

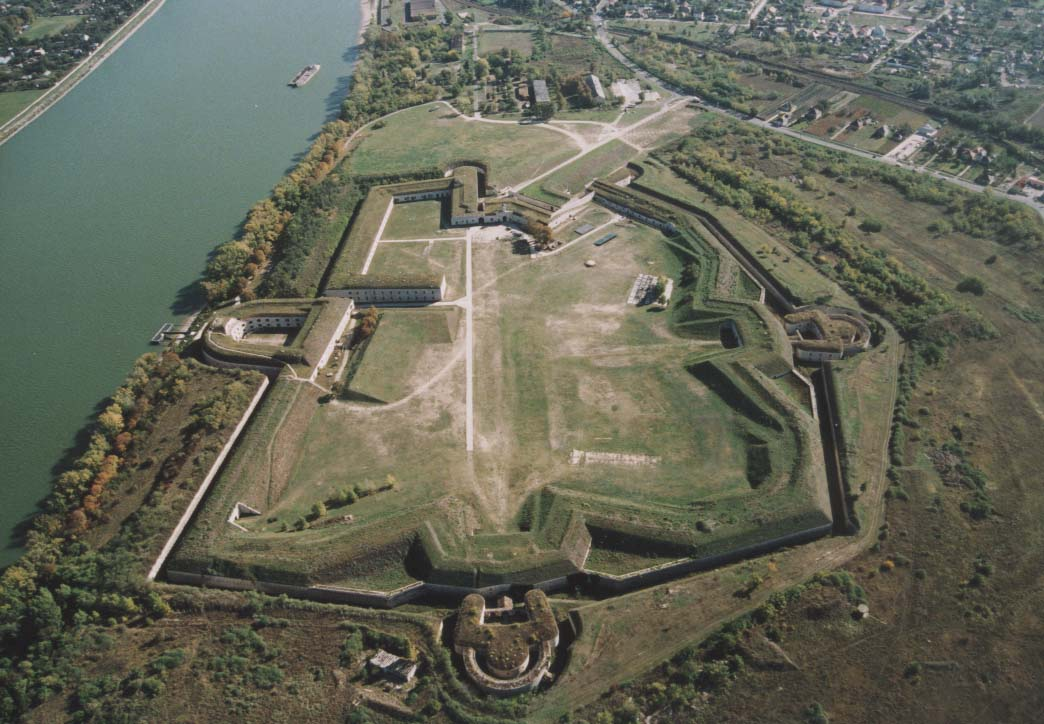
Monostori erőd

Közép-Európa legnagyobb újkori erődje 1850-1871 között épült a Bécset, a Dunántúlt és a Dunát védő komáromi erődrendszer egyik utolsó tagjaként. Korának legfejlettebb technikájával valósították meg, de mire befejezték haditechnikailag elavult. A két világháború között a Magyar Királyi Honvédség laktanyaként és kiképzőközpontként használta. 1945-től 1991-ig a szovjet csapatok legnagyobb fegyverraktára volt. Ma már katonai szerepe megszűnt.

#### A Kenyérmúzeum
A Monostori erőd egyik állandó kiállítása a Kenyérmúzeum (hivatalos nevén: Sütőipari Emléktár). A komáromi erődök „ébredése” már a múlt években elkezdődött a Monostori erődben, a kenyérsütés történetét bemutató múzeum ünnepélyes megnyitásával. Ezt az egyedülálló ipartörténeti gyűjteményt az erődnek abban a szárnyában helyezték el, ahol egykor a pékségek voltak. A 19. századi kemence helyreállítása után az egykori „komiszkenyeret” is megízlelhetik a múzeum látogatói. A komáromi napok rendezvénysorozatának évente sok látogatója van. Különösen a Hadtörténeti Múzeummal közösen rendezett kiállításnak volt nagy sikere, amely jól szemlélteti a komáromi erődrendszer múltját.

#### Várak, korok, katonák
Ezenkívül látható a Várak, korok katonák című állandó kiállítás is. A kiállítás egyedülálló a maga nemében. Bemutatja az itt szolgálatot teljesített katonák mindennapi életét, kiképzését és a haditechnika fejlődését.

#### Kulturális élet
Az Északi bástya belső udvarának rendkívül jó akusztikai hatása van. Ezért itt szabadtéri színi előadások tartására alkalmas színpadot létesítettek. Mára már rendszeresen tartanak itt előadásokat. Munkaszüneti, illetve pihenőnapokon több előadás megtartására is lehetőség nyílik.

### Csillagerőd

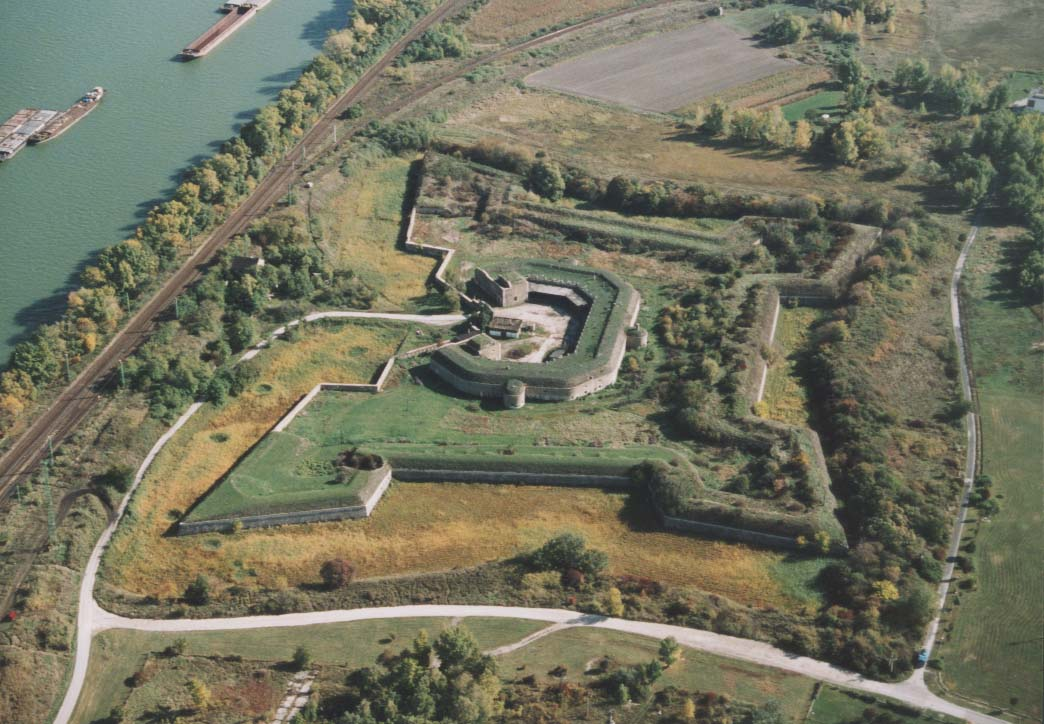
Csillagerőd

A komáromi erődrendszer két kisebb tagja a Csillagerőd és az Igmándi erőd. A Duna túlpartján lévő öregvár, valamint a Nádor-vonal több évtized után ismét látogatható.
A Csillagerőd a várost délről övező sáncrendszer tagja. Elődje 1586-ban épült Szent Péter-palánk néven, elnevezését négyágú csillag alakja miatt kapta. A mai erődöt 1850 és 1870 között építették a klasszikus erődépítészet utolsó fázisában; az Osztrák–Magyar Monarchia hadserege ugyan használta, de harcokra itt nem került sor. Kívülről vizesárok veszi körül.
1938-ban, a komáromi öregvárral együtt lőszerraktár lett, s miután Németország lerohanta Lengyelországot, a lengyel menekültek egy része itt kapott ideiglenes menedéket. Az 1944. októberi nyilas hatalomátvétel után a Csillag- és az Igmándi erőd internálótábor lett; zsidók és cigányok ezreit indították innen a megsemmisítő táborokba.
A második világháborút követően szükséglakásokat alakítottak ki benne, majd 1963-ban a helyi ÁFÉSZ tulajdonába került, és a cég zöldségraktárként hasznosította, később káposztasavanyító működött benne, végül elhagyták. A rendszerváltást követően a magyar állam a létesítményt visszavásárolta. Az ezredfordulóra teljesen belepte az elvadult növényzet.
2014-ben döntöttek az erőd felújításáról, amelyre 6,6 milliárd forintot szánt a magyar állam. A felújítás a Liget Budapest projekt része volt. A Mányi István tervezte műemléki helyreállítás az épület utólagos válaszfalaktól, átalakításoktól való megtisztítása mellett szigetelési és szárítási feladatot is jelentett. A múzeumi funkció érdekében egy új szárnyat is ki kellett alakítani, ahol a büfé, illetve bejárati fogadótér elhelyezhető volt, illetve a legnagyobb műtárgyak számára szükséges belmagasság rendelkezésre áll. 2019 szeptemberében adták át a korhűen felújított és kibővített erődöt, ami így már 7000 négyzetméteres alapterülettel bír. A részletek felújítására is ügyeltek: visszaállították például az ágyú- és lőállások eredeti állapotát.
A Szépművészeti Múzeum gipszmásolat gyűjteményéből 300 szobrot állítottak itt ki, melyek az ókortól a reneszánszig terjedő időszakot mutatják be. Olyan alkotások másolatait mutatják be, mint Verrocchi Bartolomeo Colleonit és Donatello Gattamelatát ábrázoló, több méter magas lovas szobra, de a Laokoón-szoborcsoport, a milói Vénusz és Michelangelo több művének másolata is szerepel a gyűjteményben, amelyet 1953 óta nem láthatott a közönség. Az újjászületett és kulturális központtal kiegészített múzeum-erőd 2021. október elején nyílt meg.

### Igmándi erőd

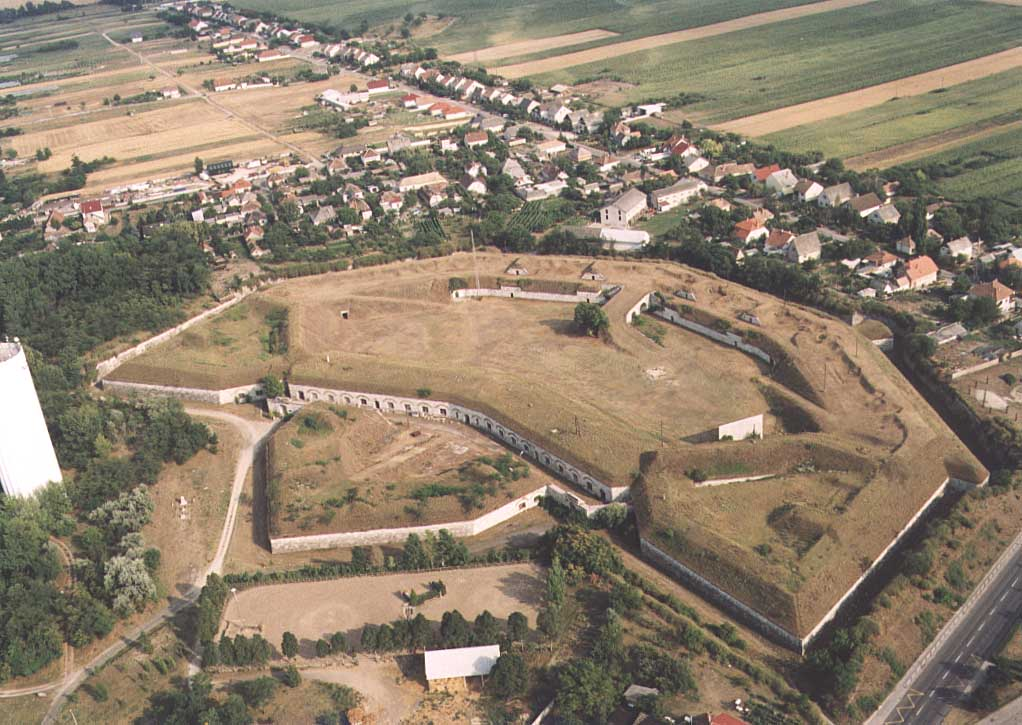
Igmándi erőd

A szabadságharc földerődje helyén épült fel 1871-1877 között a város déli bejáratának védelmére, az új erődrendszer elválaszthatatlan részeként. Középkori lesüllyesztett, olasz rendszer szerint építették fel. Száraz árok veszi körül,külső lesfolyosókkal. Az erőd elzárta a városba délről vezető utat, biztosította, hogy a rendszer egyes tagjai kölcsönös tűz-összeköttetésben legyenek egymással. Elkészültével befejeződött a hatalmas komáromi erődrendszer építése. Nevét a közeli Nagyigmánd és Kisigmánd községekről kapta. Méretei a Monostori erődnél jóval szerényebbek: 106 helyisége van, hasznos alapterülete 4600 m2, a beépített alapterülete 6200 m2, beépített térfogata több mint 33 000 m3. Kialakításának alapelvei megegyeznek a Monostori erődével. Érdekessége, hogy az ellenséges tűz szilánkhatása elleni védelmet szolgáló ún. harántsáncok is megépültek, s ma eredeti állapotukban tanulmányozhatók.
Az erőd a város déli részén helyezkedik el, a mai 132-es főút mellett.

#### Lapidarium Brigetionense
A római kőtárban a római korból származó sírkövek és szarkofágok, oltárkövek, valamint domborművek, szobortöredékek, építési tagozatok és mérföldkövek láthatók.

## Az erődrendszer jövője

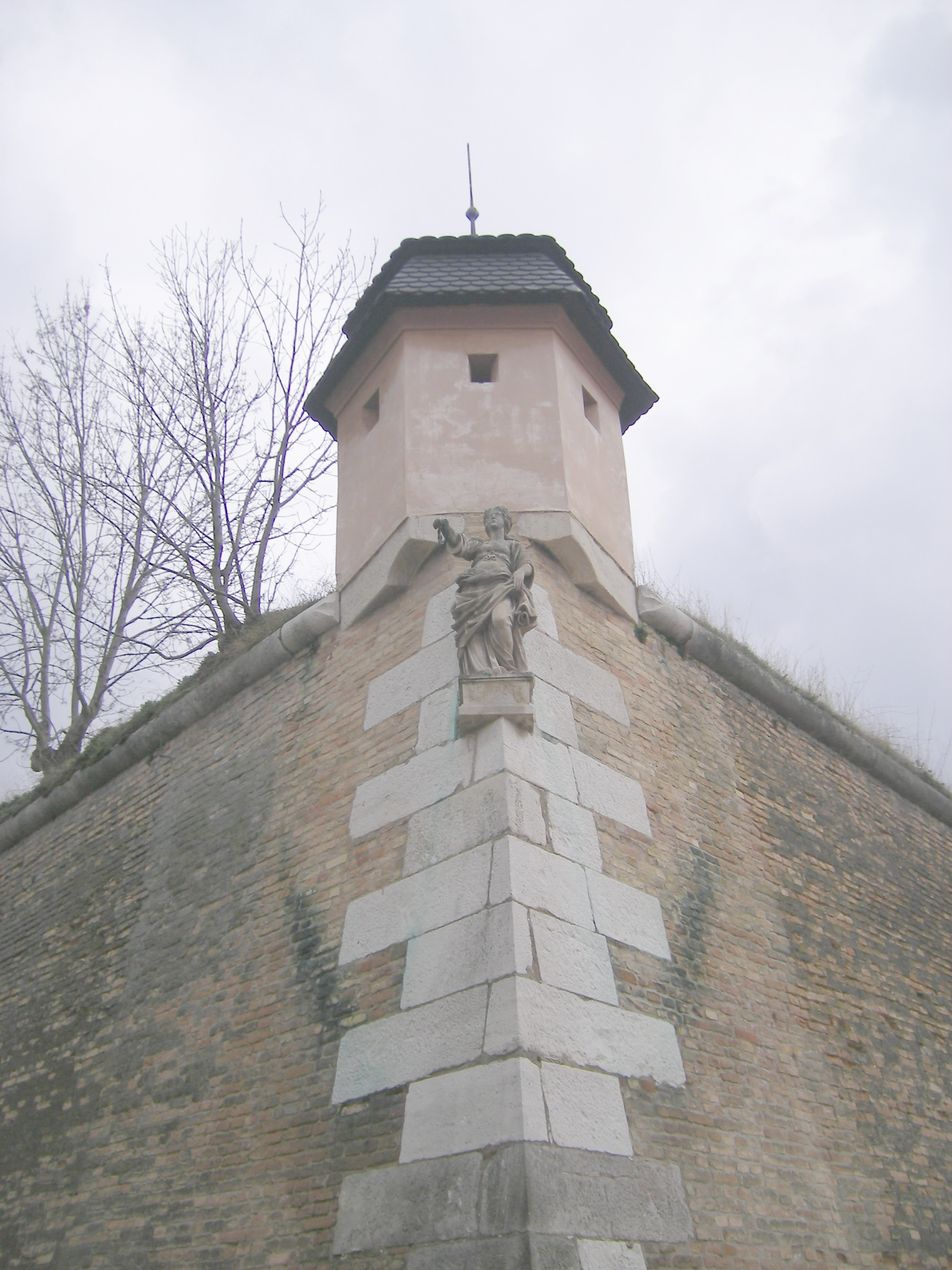
A Újvár sarokbástya

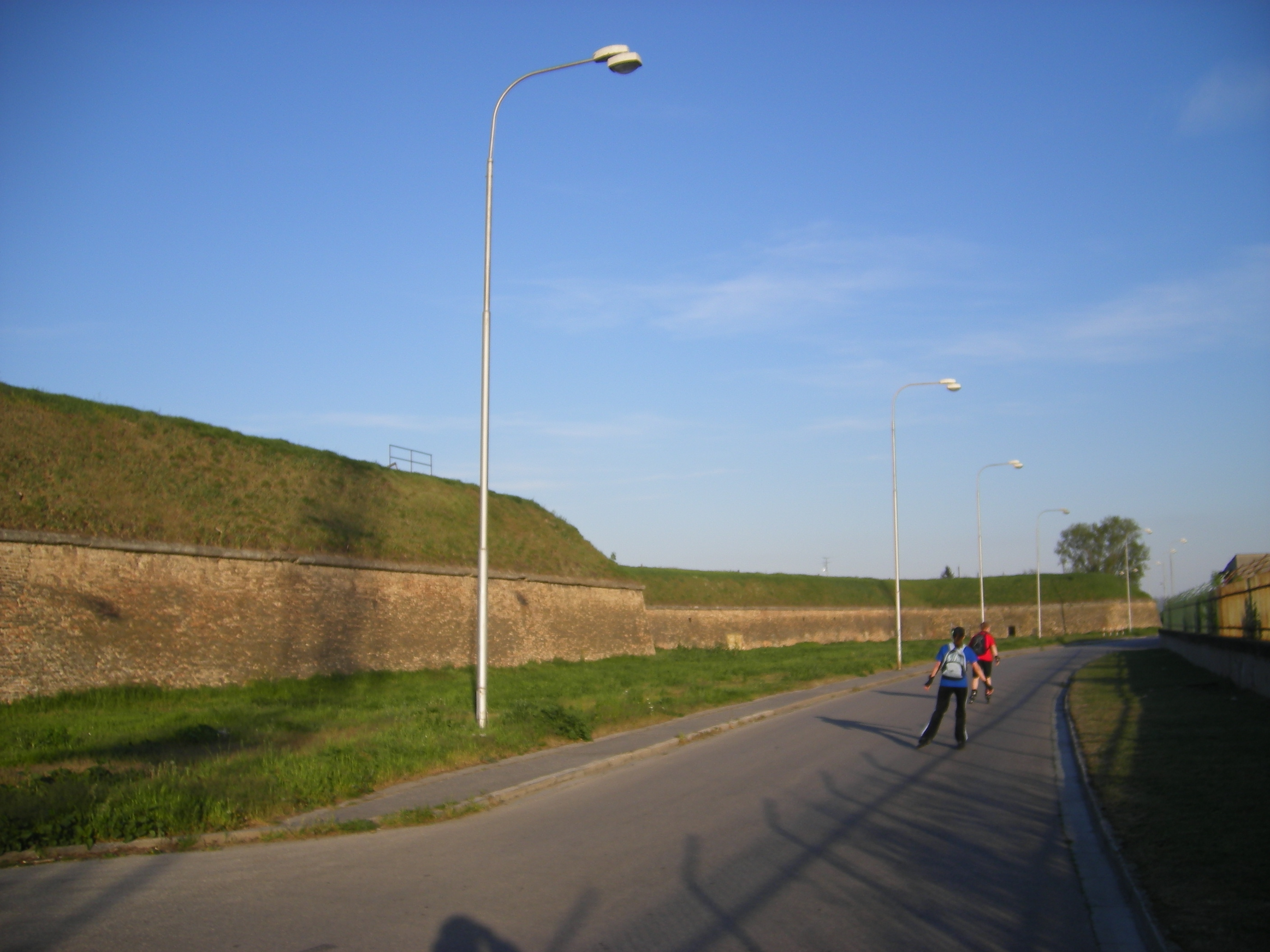
Az Öregvár falai

Viszonylag szerény ráfordítással a térség elsőszámú turisztikai látnivalója lehetne a komáromi erődrendszer. A száztíz hektáros hadi objektum a jövőben nemcsak katonai múzeumként szolgálna, turisztikai és konferenciaközpont, szálloda is épülne a területen, továbbá ifjúsági szállót, hadikultúra-centrumot, kempinget működtetnének, illetve kerékpárút és a megújuló energiák jelentőségét bemutató létesítmények (mini vízi erőmű, napelemek, szélerőmű) építését is tervezik. A fejlesztési elképzelések kulcsa a világörökség cím lehetett volna. Évtizedek óta az ilyen helyszínek vonzzák a legtöbb érdeklődőt. 2005-ben nem sikerült a nemzeti fejlesztési tervbe bevonni az erődrendszer megújulását célzó tizenkét milliárd forintos projektet. A műemlékegyüttest kezelő Monostori Erőd Kht. vezetői azonban bíznak az uniós forrásokat biztosító pályázatokban.
Az erődrendszer felvételét Magyarország és Szlovákia közösen kérvényezte 2007. január 26-án a világörökség legfontosabb értékei közé. A dokumentáció áttekintésére a szakértők helyszíni szemlét tartottak, a Világörökség Bizottság 2008-ban döntött volna a felvételről. 2008 júniusában azonban a szlovák és a magyar fél visszavonta a jelölést, miután valószínűvé vált, hogy a bizottság elutasító határozatot hozott volna.

### Monostori erőd (Magyarország)

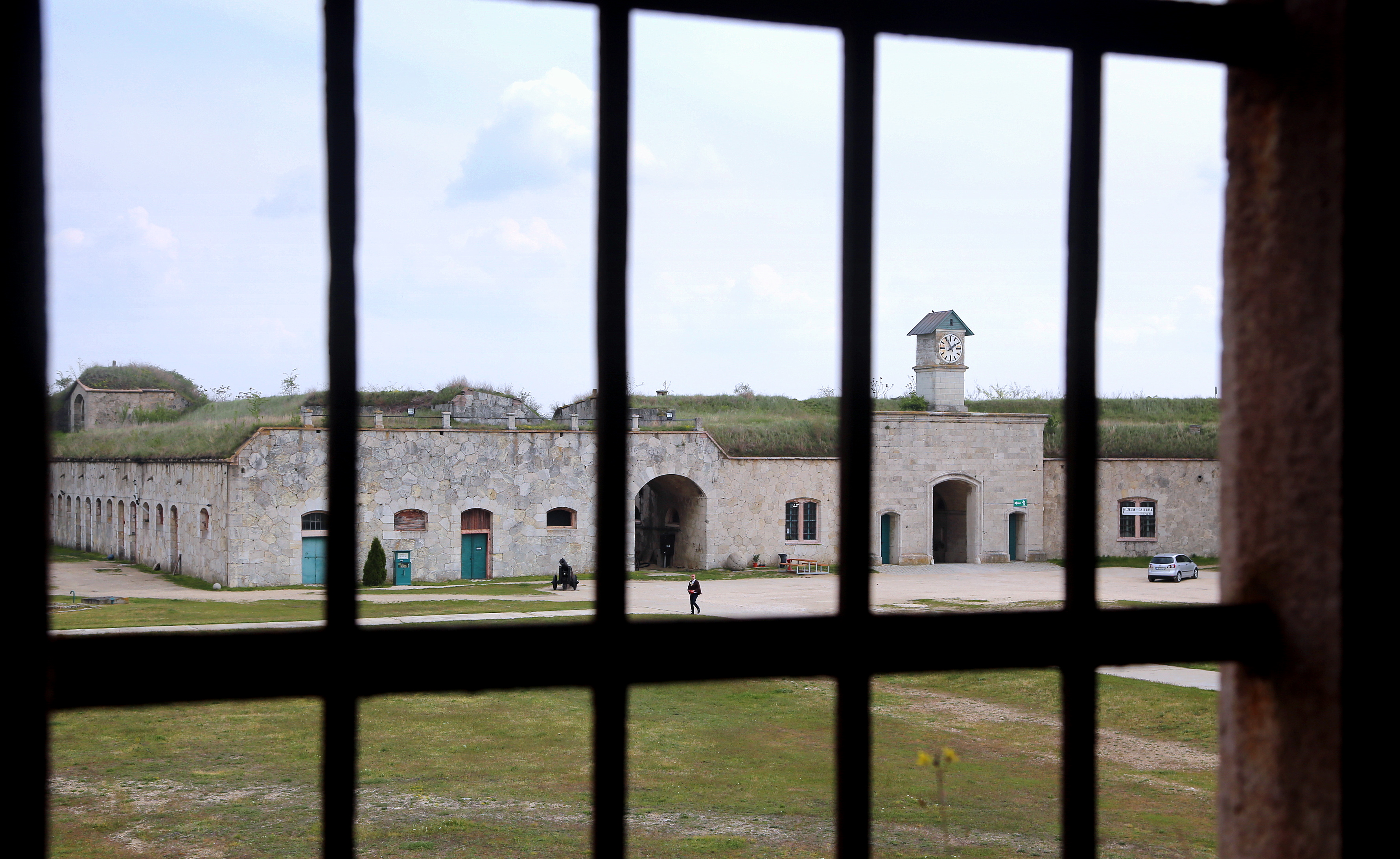
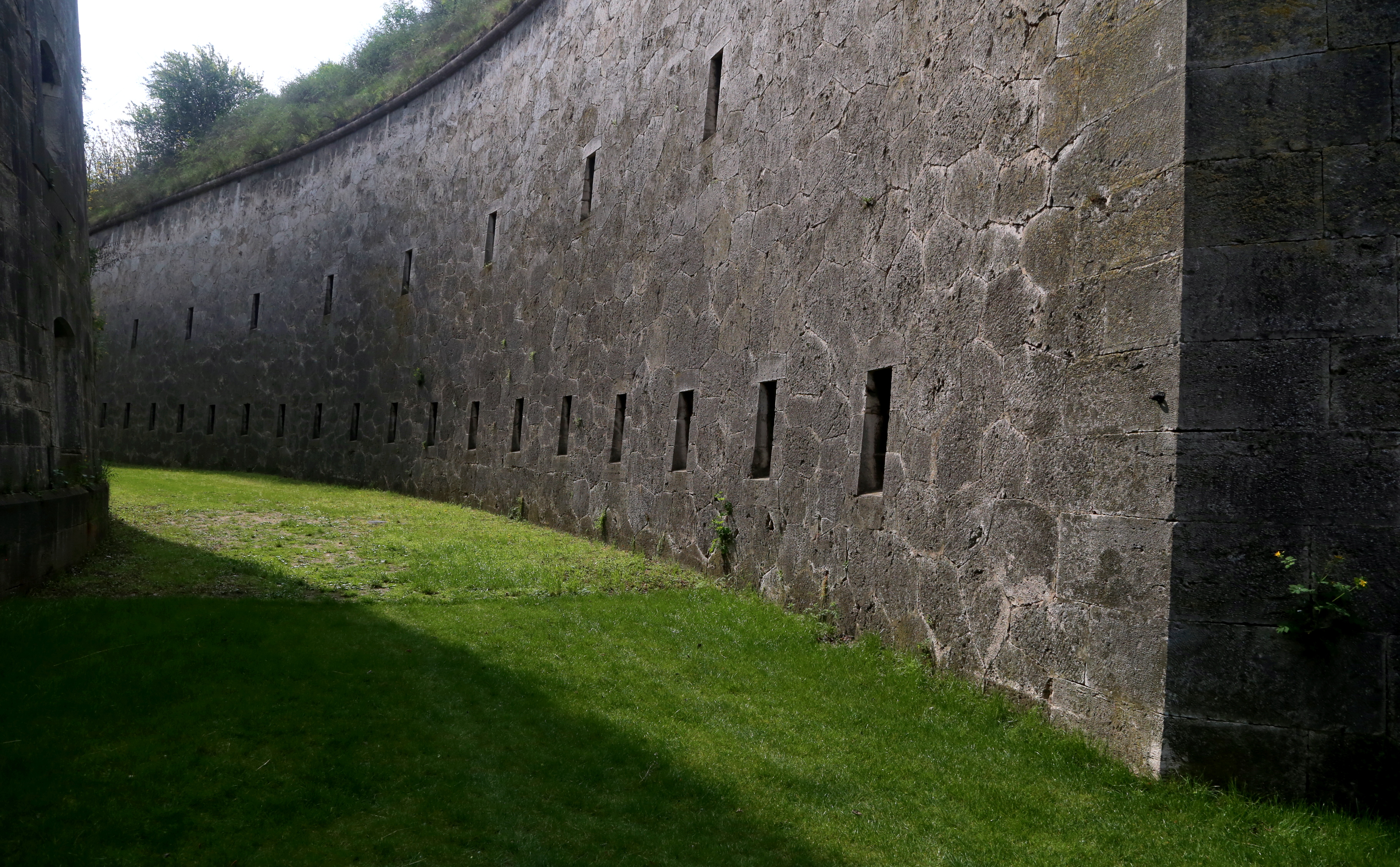
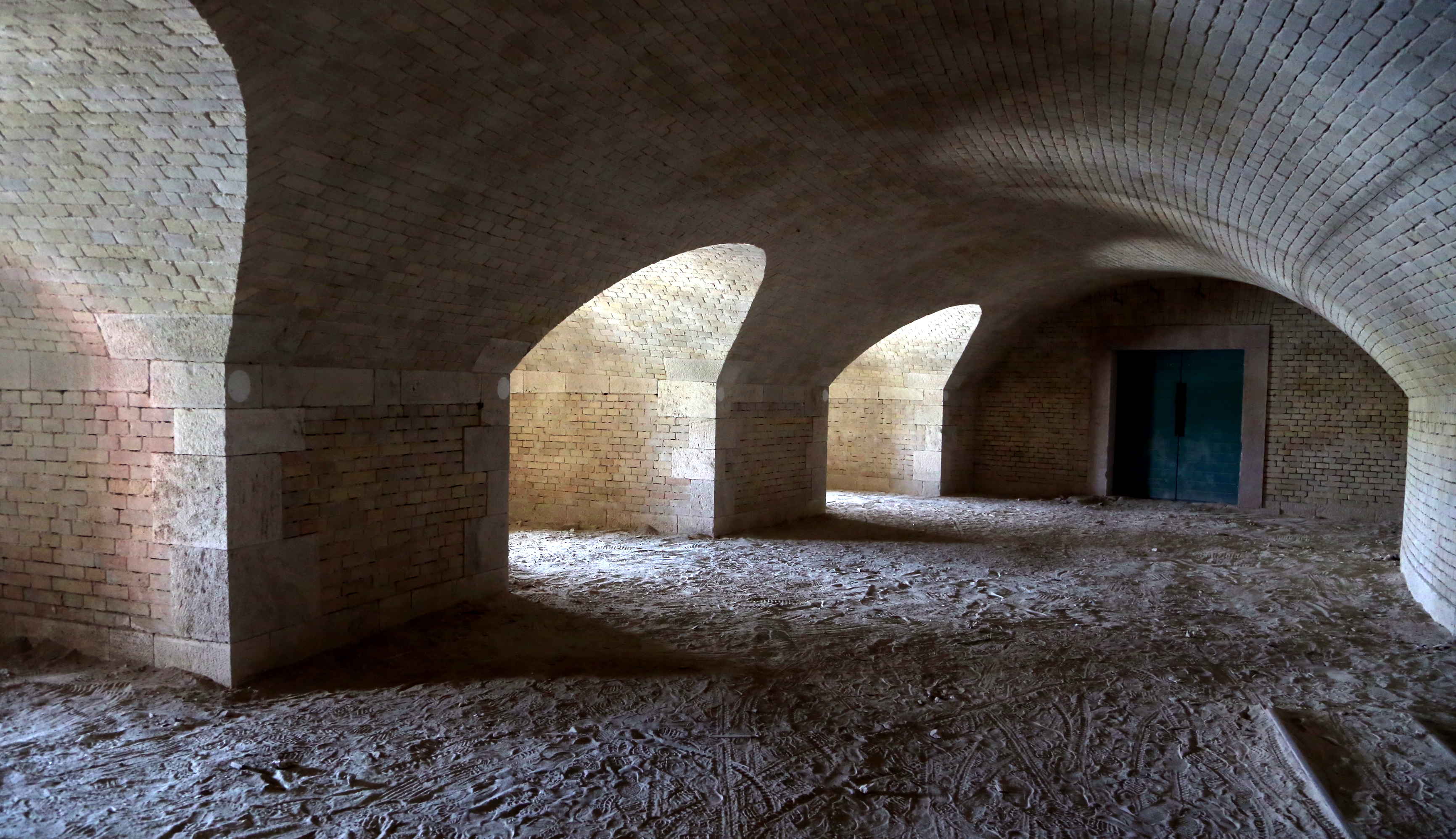
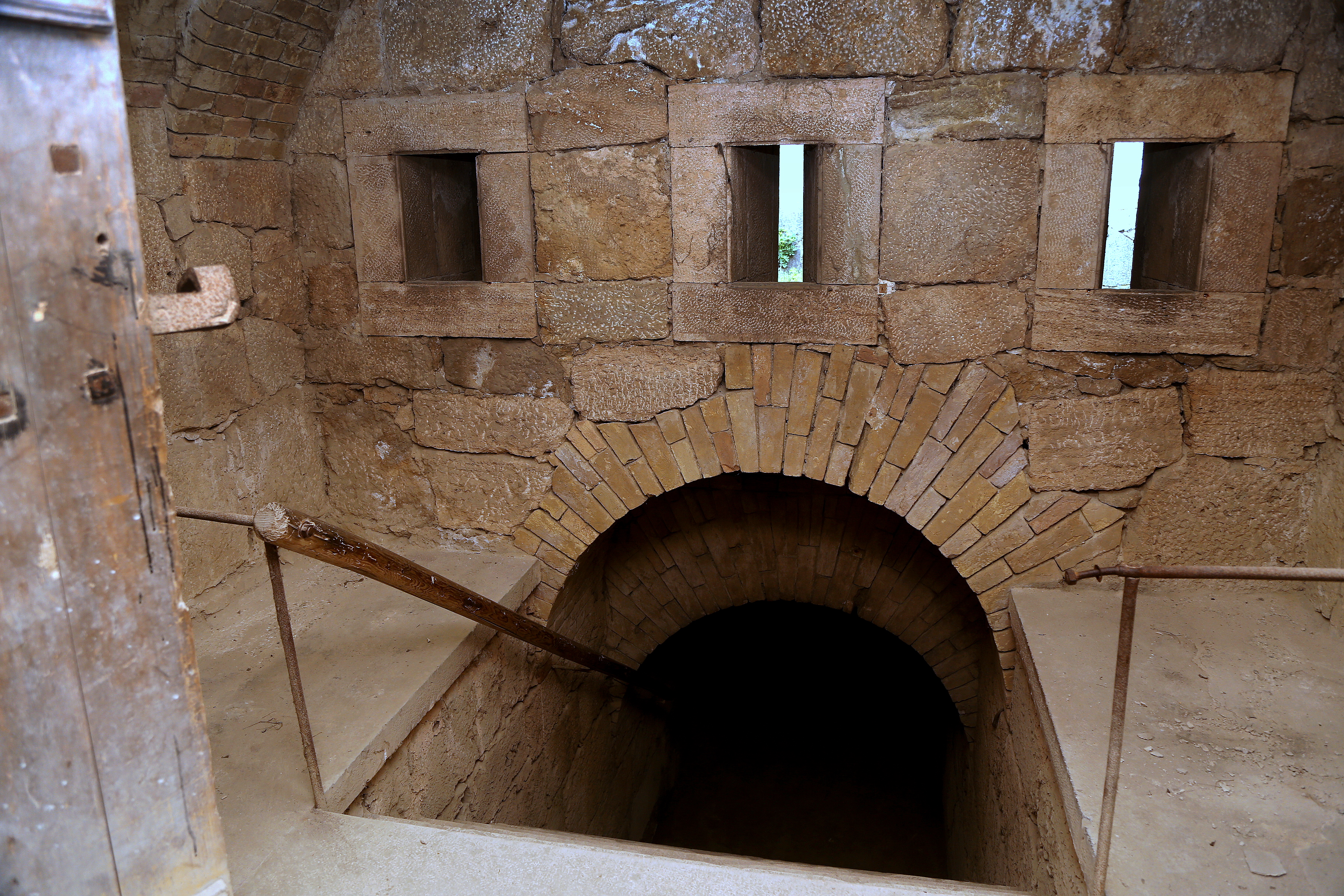
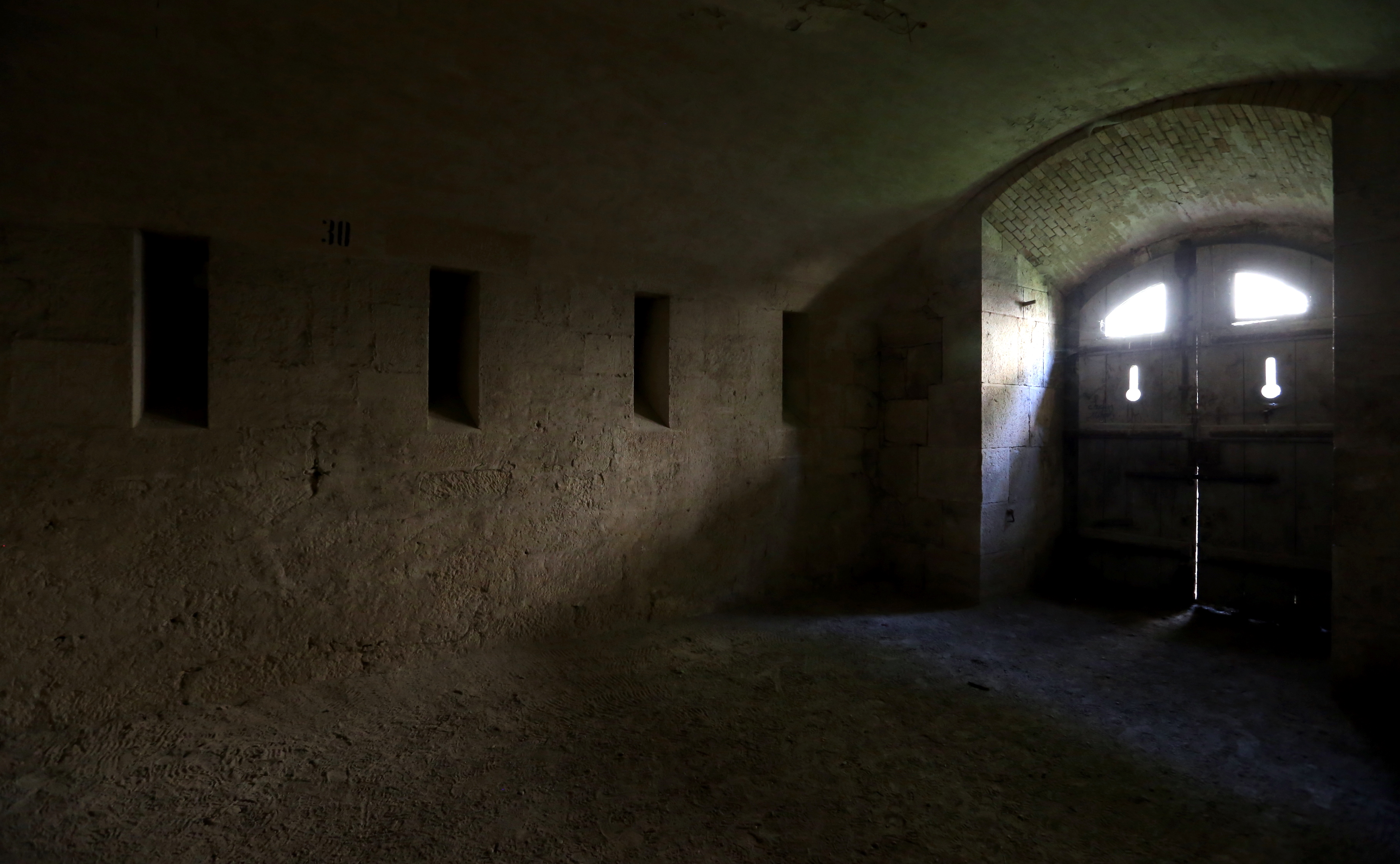
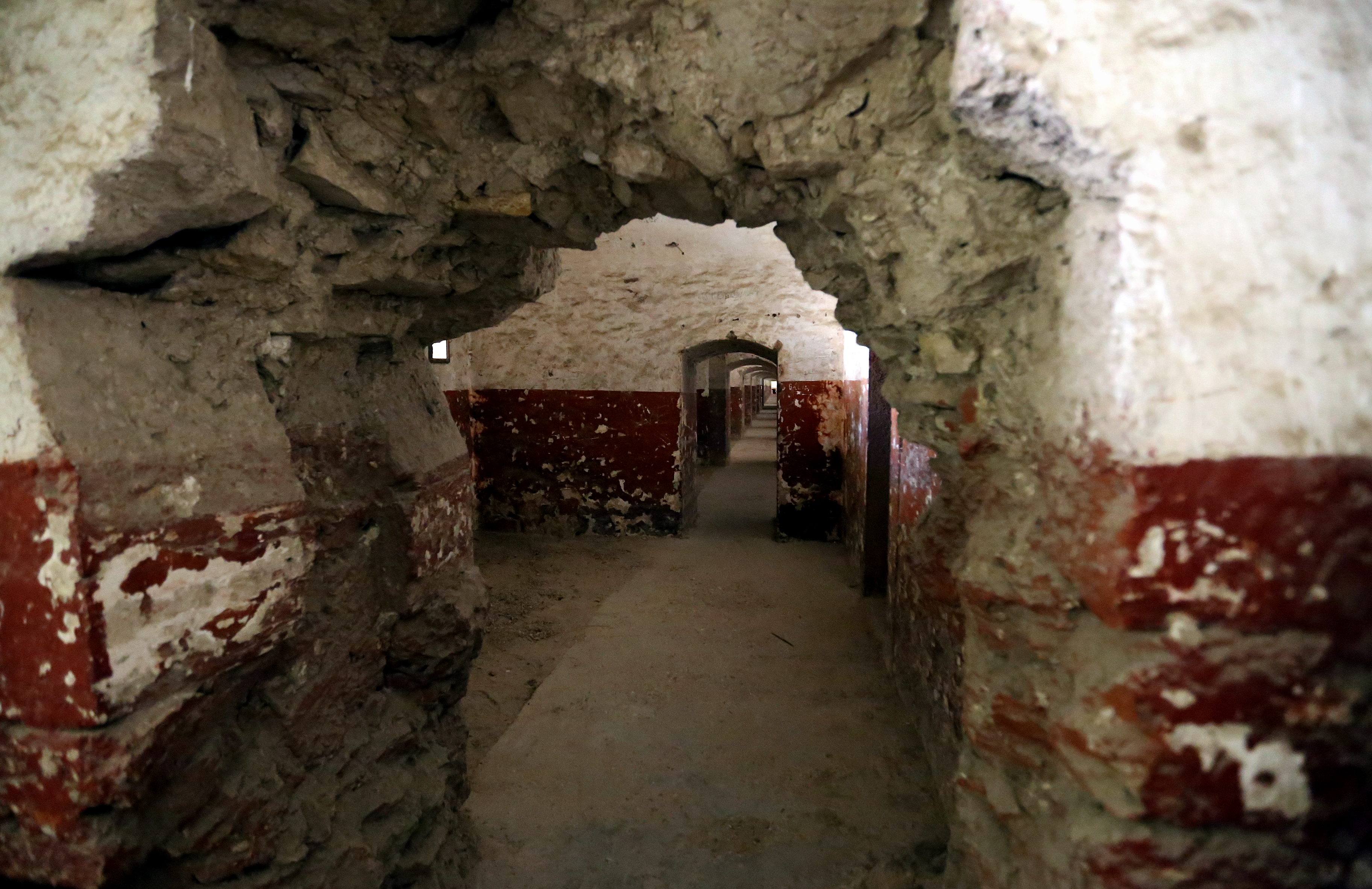
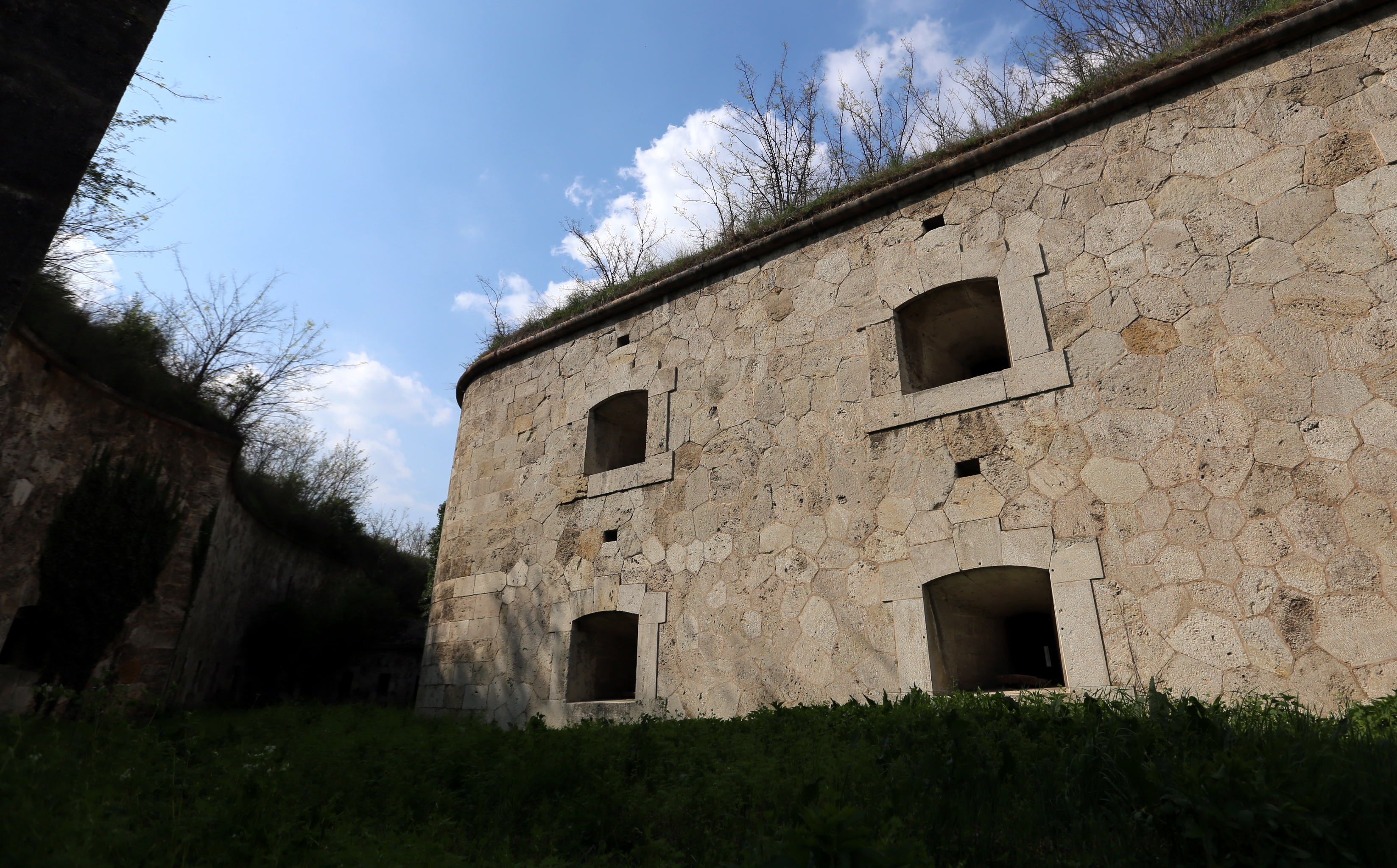
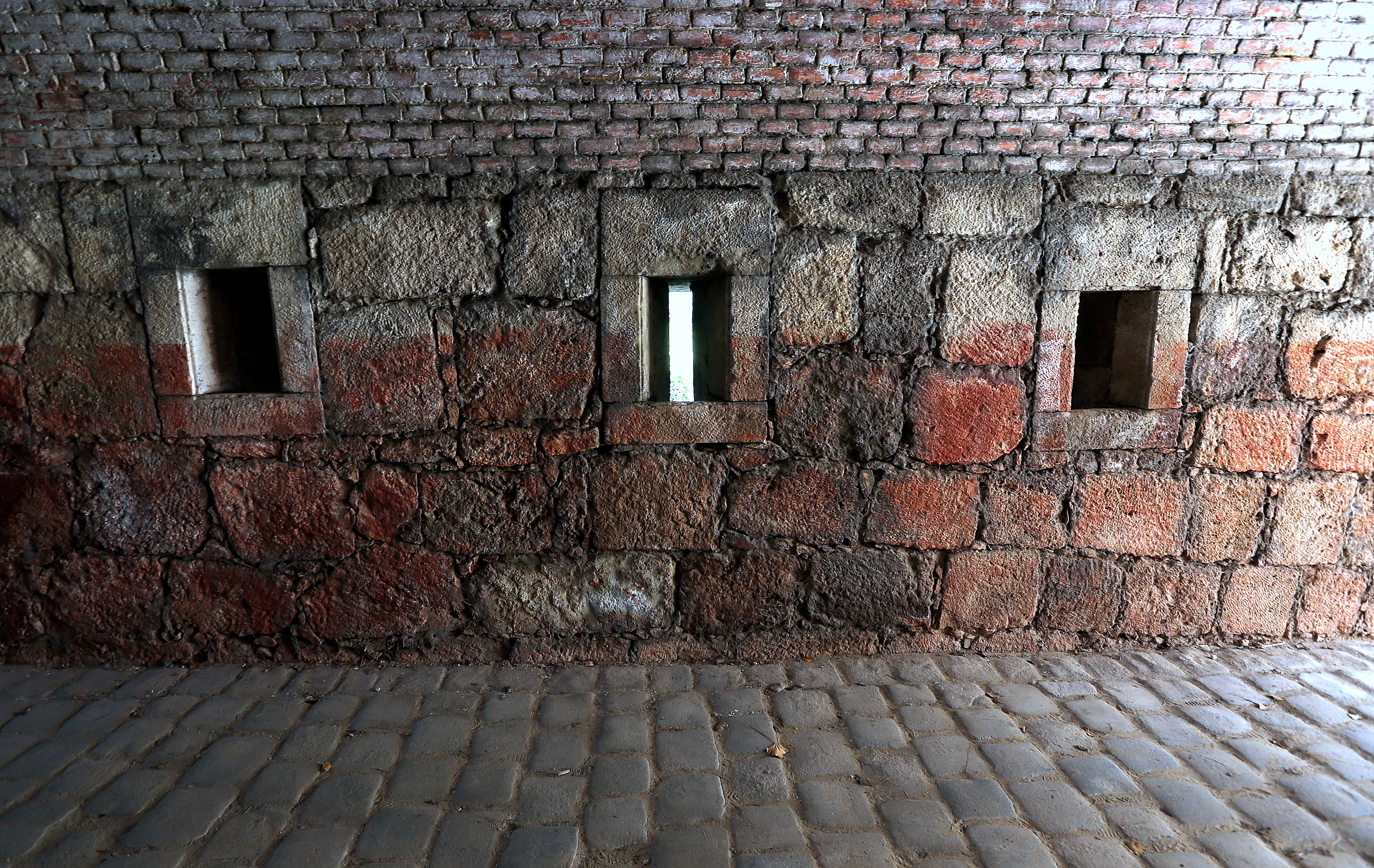
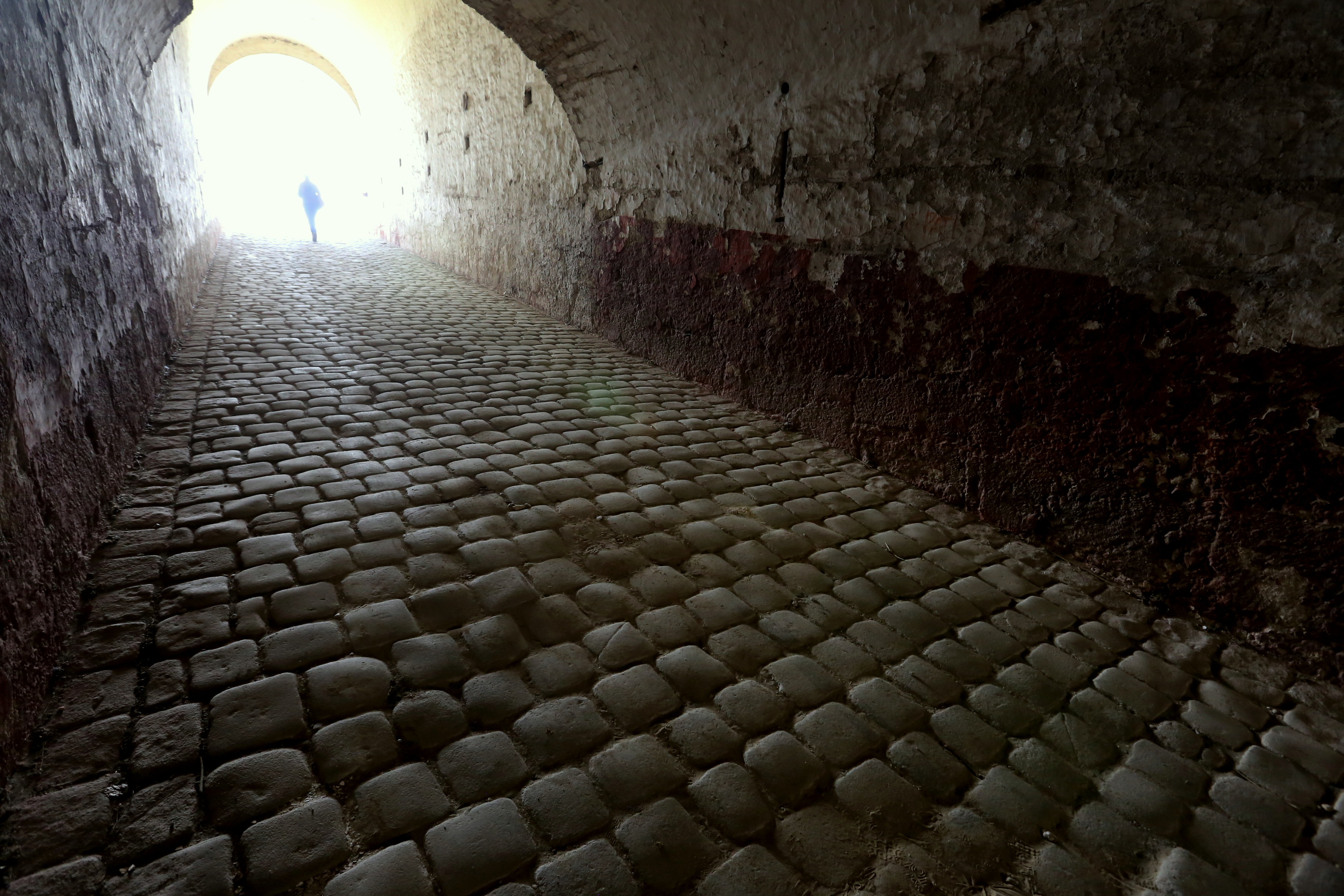
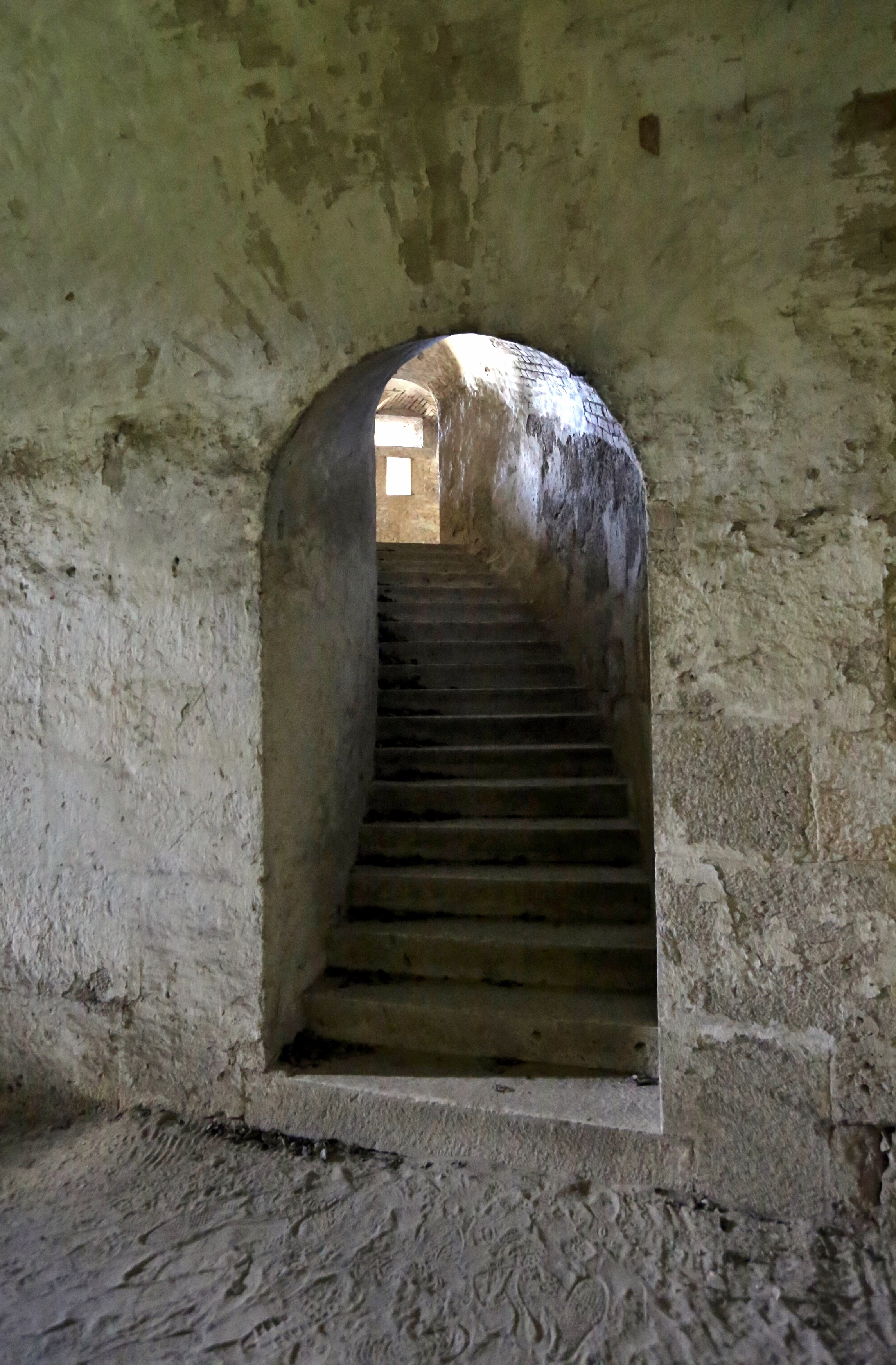
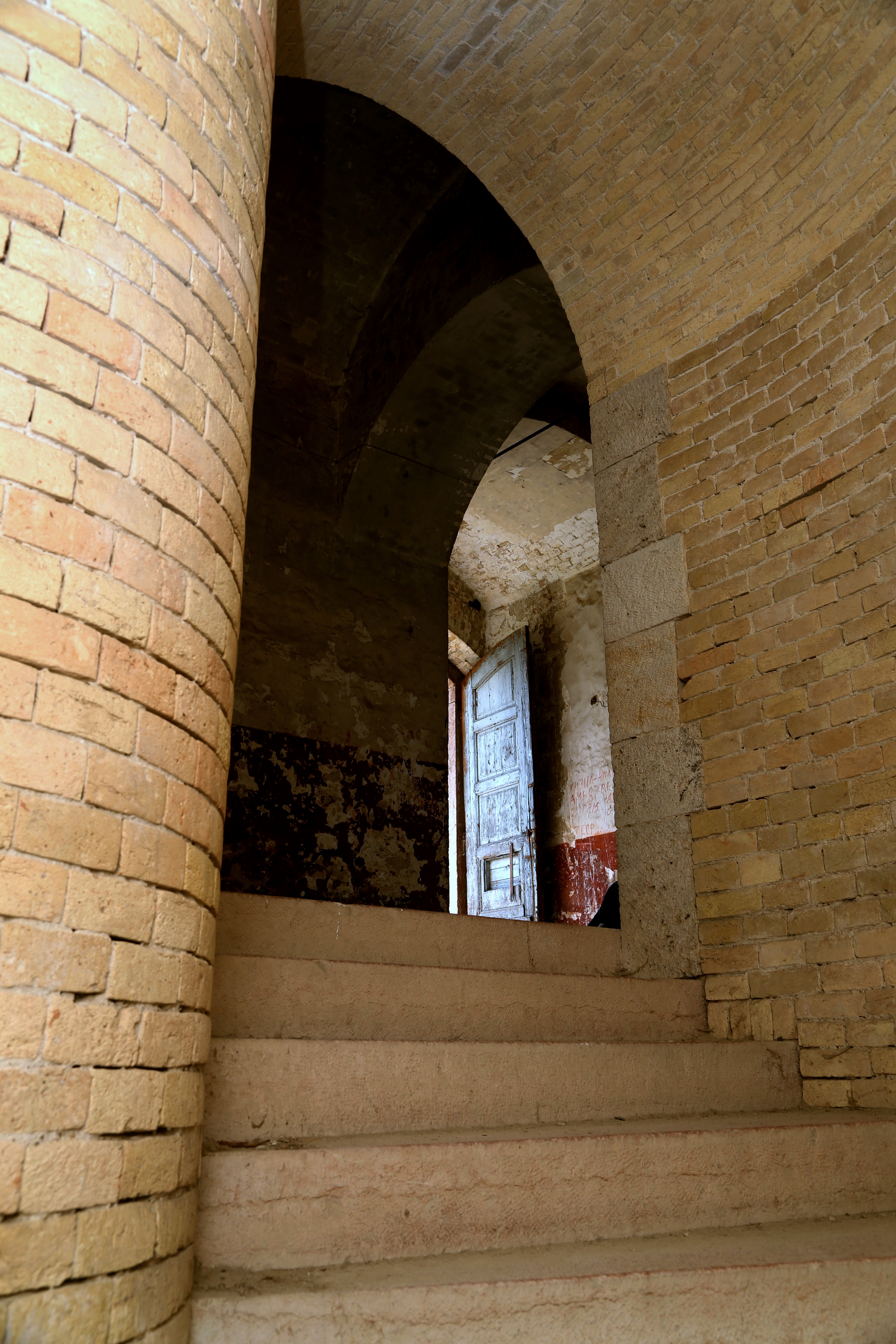
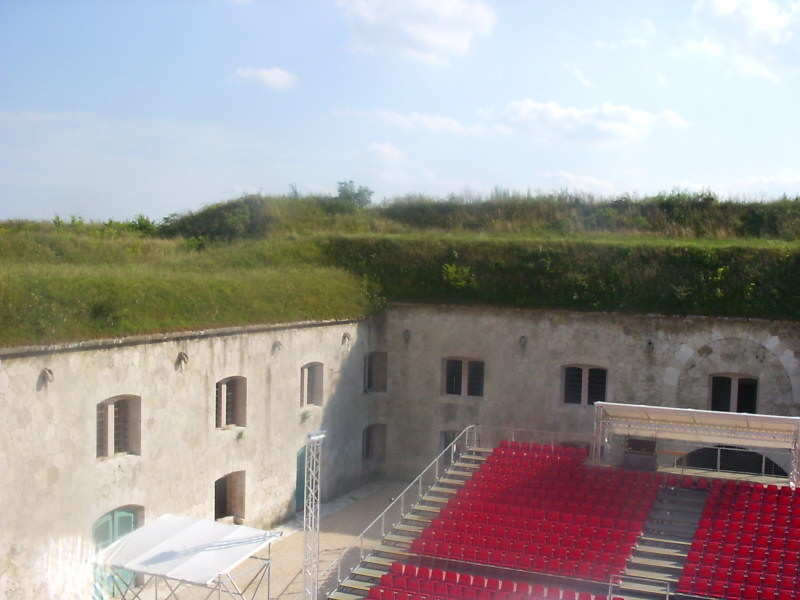
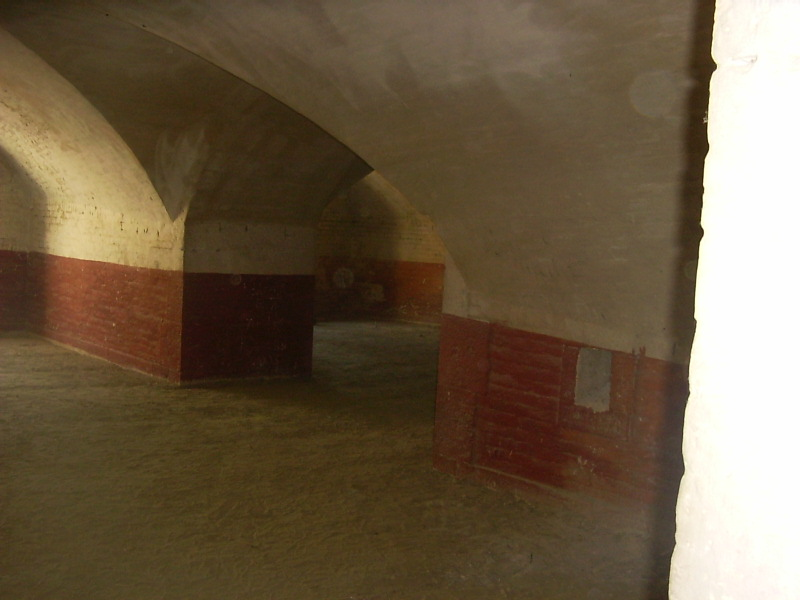
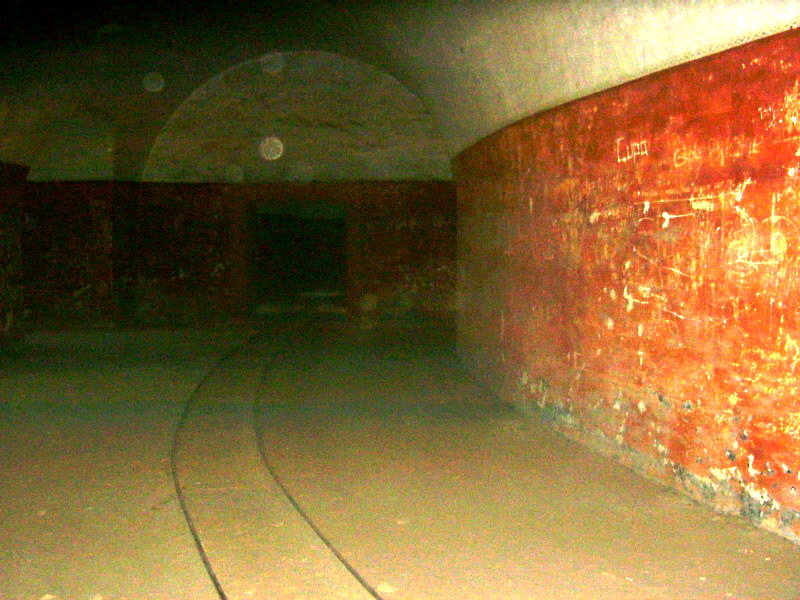
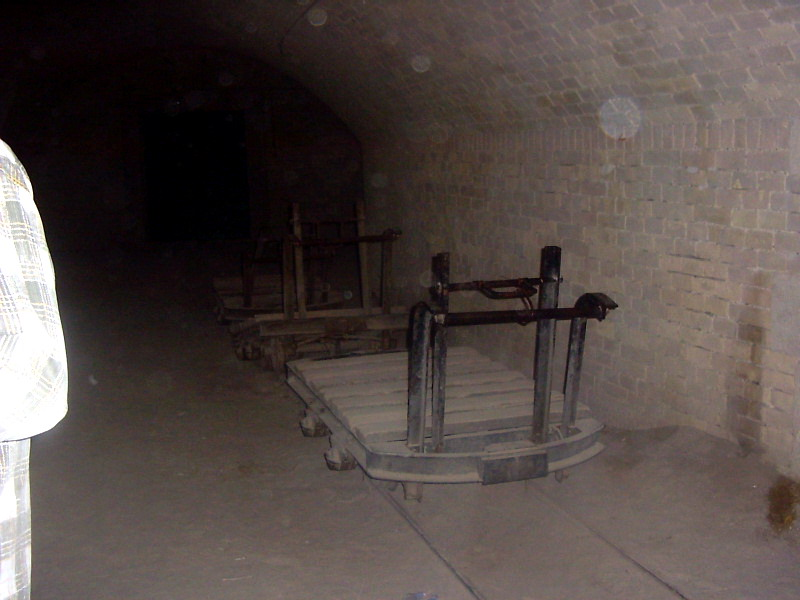

### Monostori erőd – Kenyérmúzeum

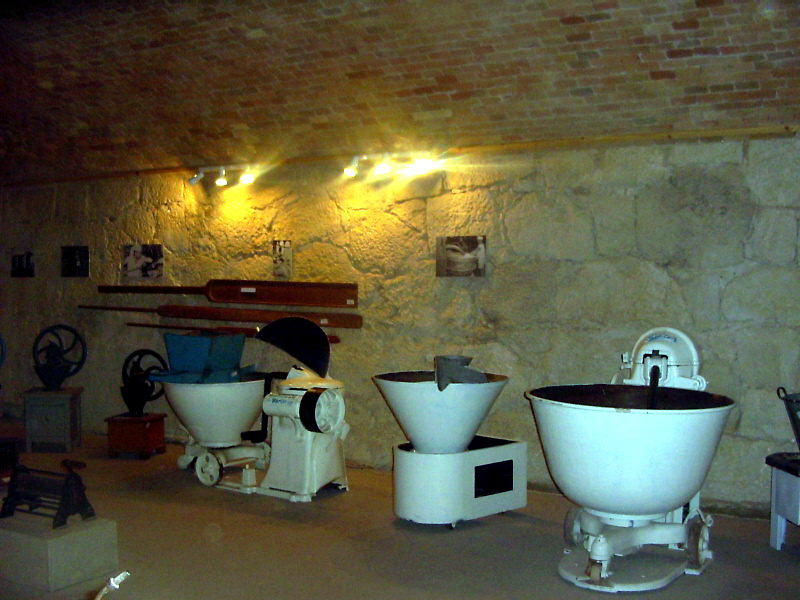
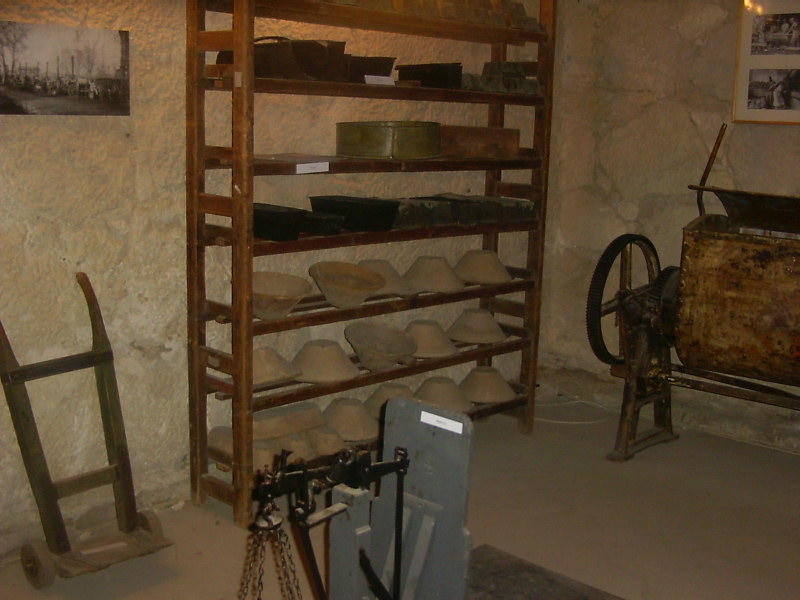

### Monostori erőd – állandó kiállítás

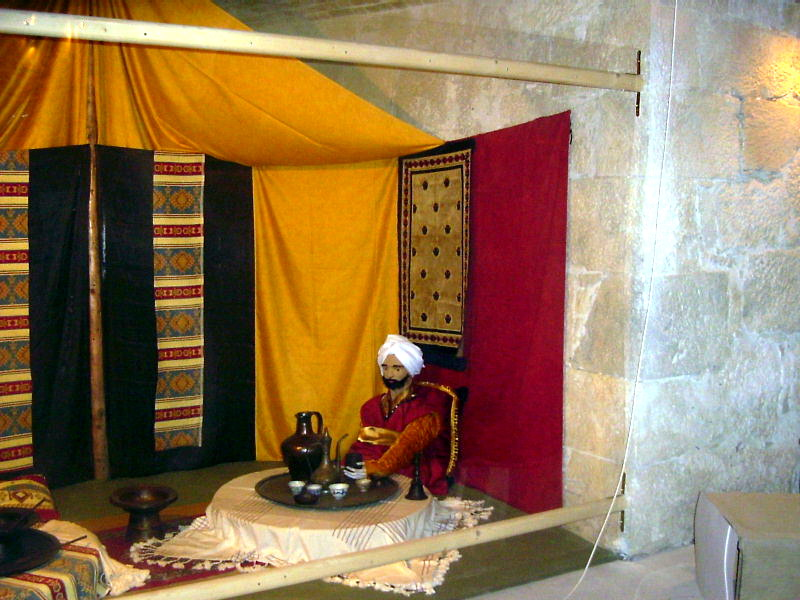
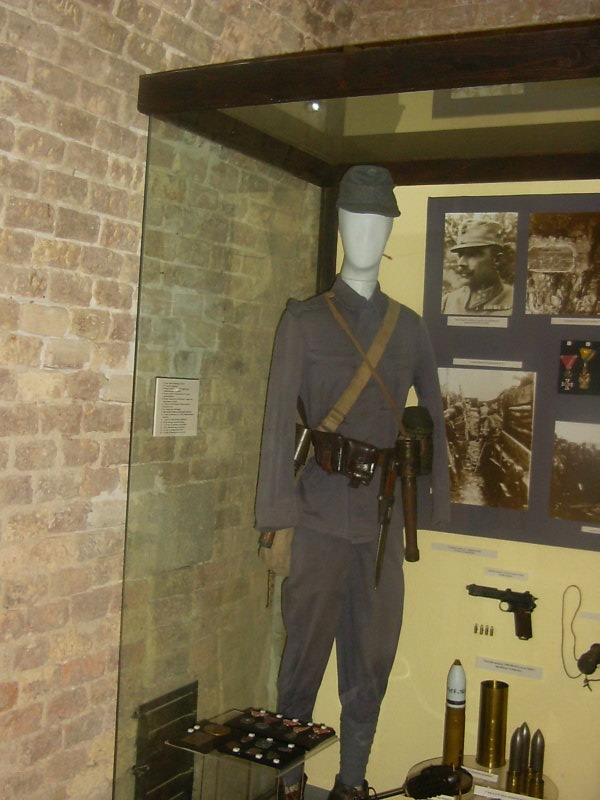